# Brantadorna downsi
Brantadorna downsi — викопний вид гусеподібних птахів родини Качкові (Anatidae). Птах існував у плейстоцені, 1 млн років тому. Скам'янілі рештки знайдені у формуванні Валлекіто Крік у США на півдні штату Каліфорнія.